# Промбронь
Промбронь — з 1921 року радянський виробник автомобілів. Штаб-квартира знаходиться в Москві. Компанія була утворена внаслідок реорганізації фірми Руссо-Балт. У 1923 році компанія припинила виробництво автомобілів.

## Заснування компанії
Перший радянський легковий автомобіль — НАМІ-1. Який, до речі, побудований за мотивами «Татри 12».
Але виявляється — це далеко не так, першим серійним легковим автомобілем повинен був стати зовсім інший автомобіль з дуже дивною назвою для сьогоднішнього дня, але звичайною для того часу.
Це — Промбронь С24/45.
Отже, в 1908 році Російсько-Балтійський вагонний завод відкриває автомобільний відділ, головним конструктором покликали швейцарця Жульєна Поттера, який працював у бельгійській фірмі Fondu.
Поттера привіз із собою до Риги один автомобіль Fondu, він то і ліг в основу майбутнього Russo-Baltique, який з'явився в 1909 році. Правда, «Руссо-Балтік» не був точною копією, а мав деякі зміни в конструкції, різниця була, як у 124-го «Фіата» і ВАЗ-2101.
У 1915 році, коли до Риги підходили війська Німеччини, завод евакуювали, а в 1916 році купили землю в Покровське-Філі. Там і побудували новий завод. У 1918 році Рада Народних Комісарів націоналізувала завод. 3 роки потужності простоювали, в 1921 році Рада Комісарів перейменувала завод в Перший державний бронетанковий завод. Завод став оживати.

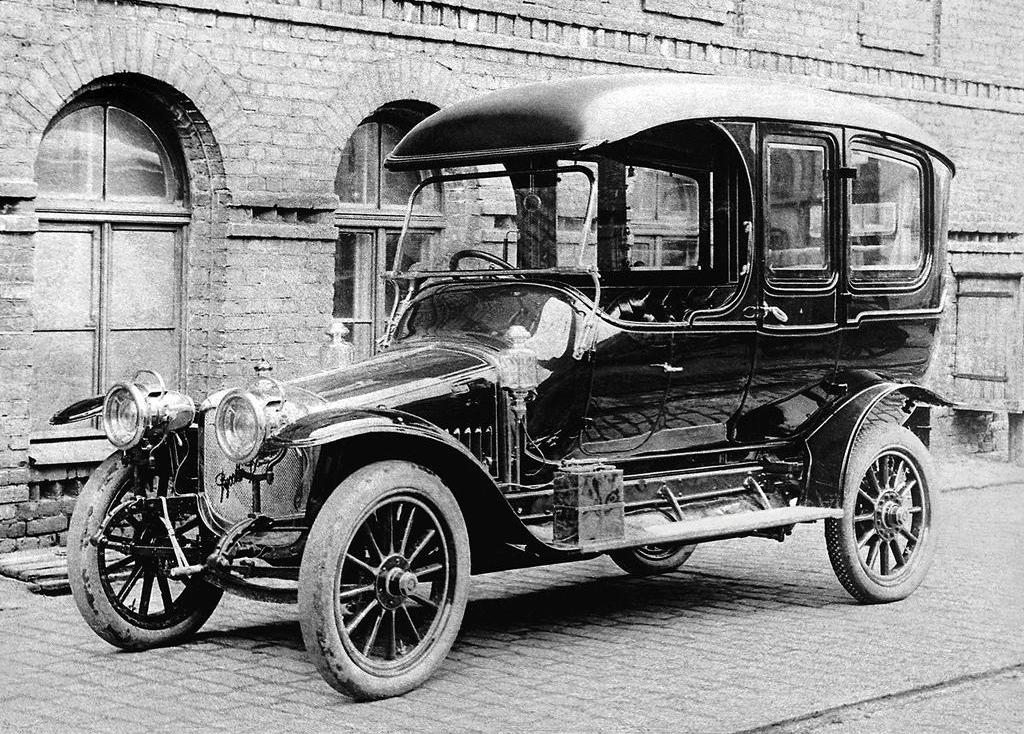
Промбронь С24/45

І ось 8 жовтня 1922 року було виготовлено 5 легкових автомобілів, які несли назву Промбронь С24/45.

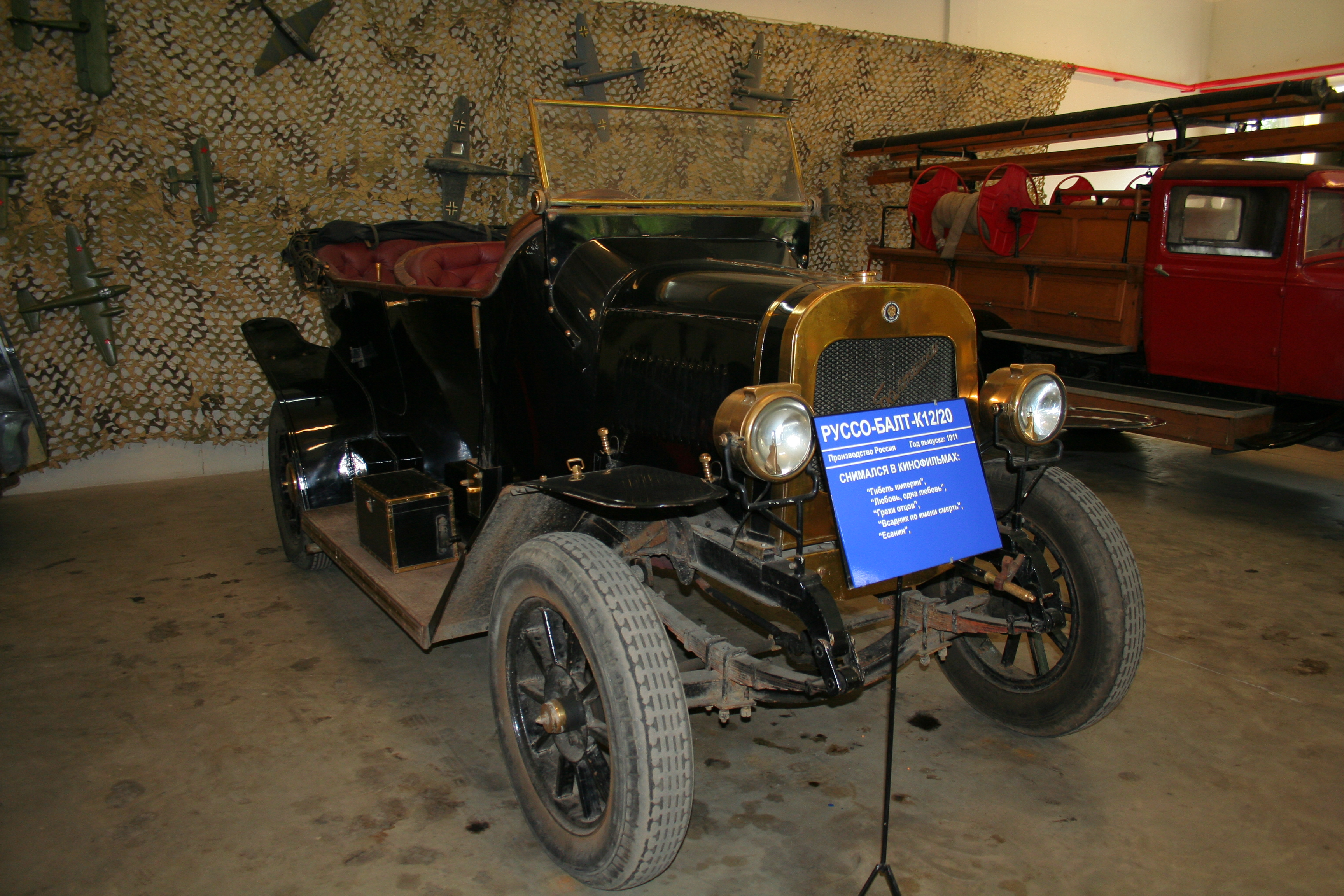
Руссо-Балт С24/40 1913 року з останніх серій

По суті, це був автомобіль, побудований на базі Руссо-Балта С24/40 18-ї серії.

Довоєнний «Промбронь» С24/40, модернізований 1922 року

Головною відмінністю від дорожчої моделі «РБ» була укорочена база, що повинно було позначитися на прохідності. Переробили дизайн кузова, переробили коробку передач (у «РБ» шестерні коробки передач і головної передачі оберталися не у втулках, а на шарикових підшипниках).
Спицьовані колеса поступилися місцем алюмінієвим.

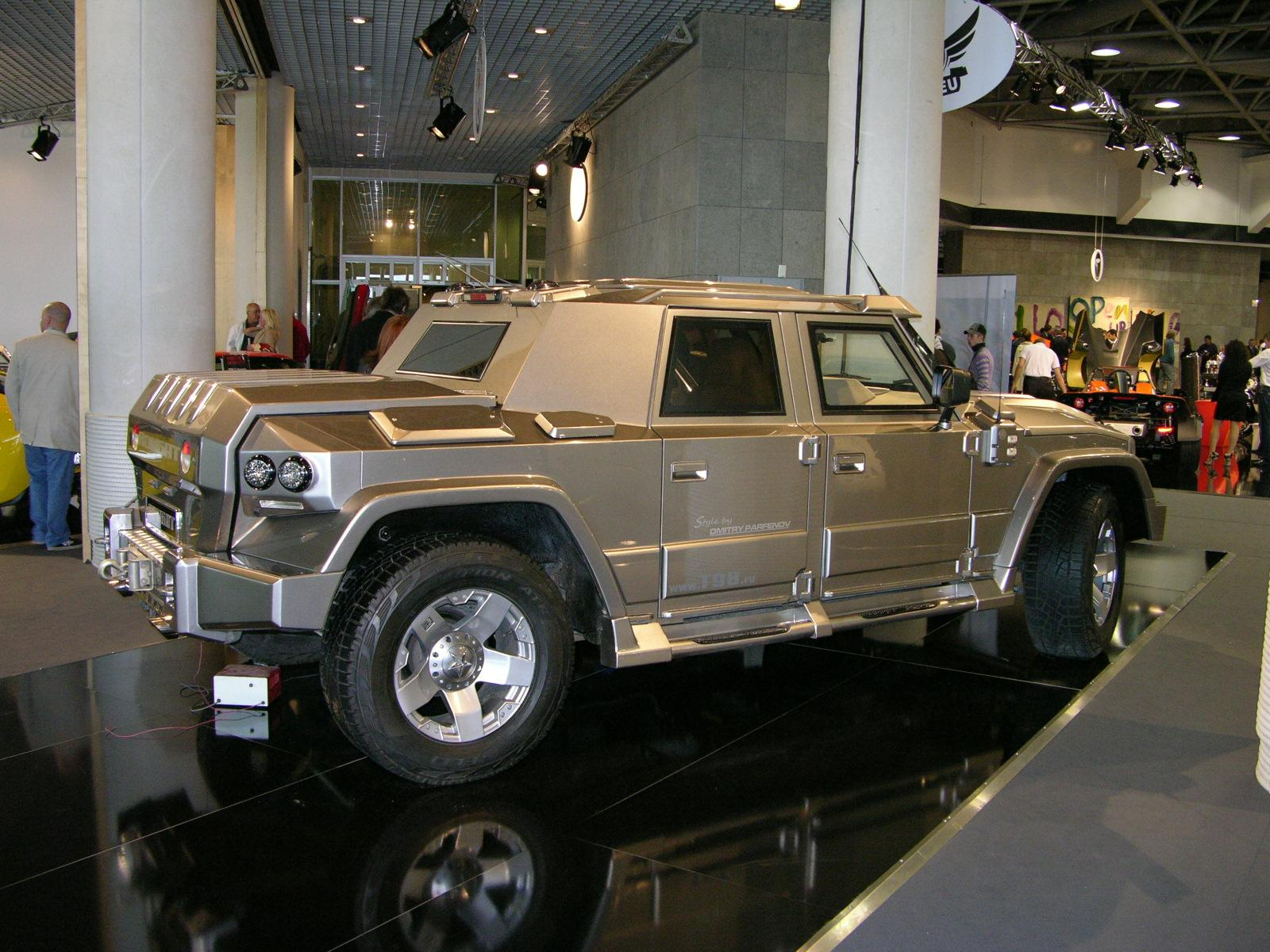
Сучасний Dartz Prombron'

Потужність мотора була збільшена на 5 к.с..
Але не дивлячись на те, що Калінін написав статтю в пресі про автомобіль, назвавши його першим радянським автомобілем, в масову серію автомобіль не пішов.
За різними чутками випустили від 20 до 40 автомобілів.
Перший автомобіль, на якому товариш Калінін виступав, передали йому в особисте користування, на ньому він їздив до самого 1945 року. Після його смерті авто списали як мотлох і пустили під прес.
Другий примірник подарували товаришу Леніну, той на ньому не встиг покататися.

## Припинення виробництва автомобілів. Закриття компанії
У серію машина пішла не тому, що не програла у пробігу-випробуваннях (Москва-Смоленськ-Псков-Петроград-Твер-Москва) 1923 року іноземним автомобілям, а тому що на потужностях заводу вирішили виробляти за ліцензією німецькі «Юнкерси», адже літаки Сікорського були не потрібні, а Німеччина допомогла з літаками (втім, як і з іншими проблемами).

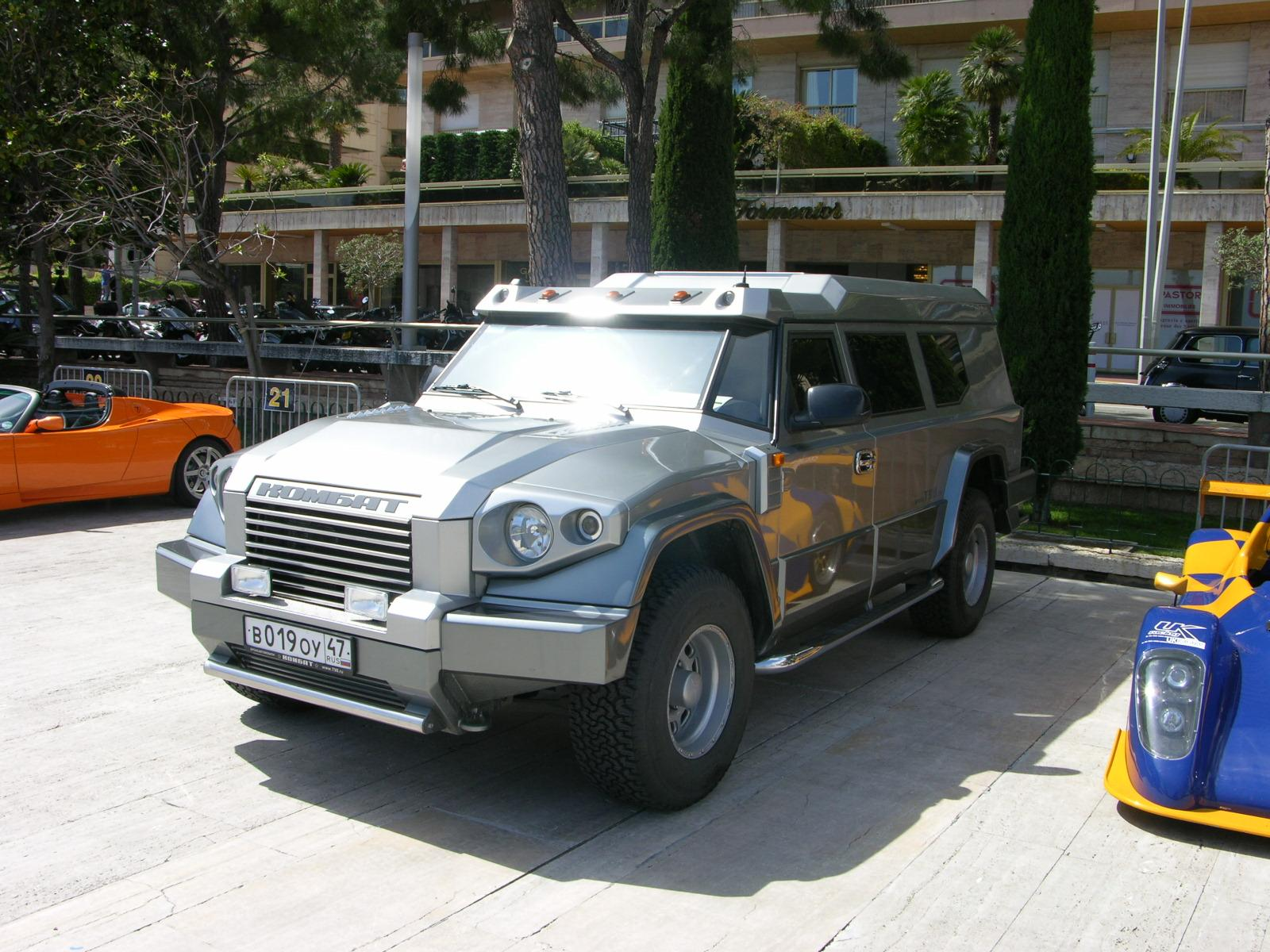
Dartz Kombat

За словами Шугурова, виробництво перевели на БТАЗ-2 на початку 1923 року, де випустили ще 22 автомобілі цієї марки і моделі.
До речі, ця марка існує і сьогодні, і будує «Комбати».

## Список автомобілів «Промбронь»
- 1922 — Промбронь С24/45